# Masatō Ibu
Masatō Ibu (伊武 雅刀 Ibu Masatō?, nombre real: Satoru Murota (室田 悟)) es un actor y actor de doblaje japonés. A veces se le acredita como Masato Eve.

## Filmografía

### Películas
- Maison Ikkoku (1986)
- El imperio del sol (1987) - Sargento Nagata
- Sukeban Deka (1987)
- Toki o Kakeru Shōjo (1997)
- Kanzo sensei (1998)
- Gohatto (1999)
- Godzilla tai Megaguirus: G Shōmetsu Sakusen (2000)
- Onmyoji II (2003)
- Azumi (2003)
- Godzilla: Final Wars (2004)
- Azumi 2 (2005)
- Tetsujin 28-gō (2005) - Kētarō Taura
- Sengoku Jieitai 1549 (2005) - Saitō Dōsan
- Sway (2006) - Isamu Hayakawa
- SaiKano: Another Love Song (2006) - Murase
- Goemon (2009) - Tokugawa Ieyasu
- Space Battleship Yamato (2010) - Desler (voz)
- Emperor (2012) - Kōichi Kido
- Los protectores (Shield of Straw) (2013) - Kenji Sekiya
- Kuroshitsuji (2014) - Kuzo Shinpei
- Tsukuroi Tatsu Hito (2015)
- Gosaigyō no Onna (2016)
- Museum (2016) - Toshio Okabe
- Nomitori Samurai (2018)

### Dramas de TV
- Kasuga no Tsubone (1989) - Ishida Mitsunari
- Hideyoshi (1996) - Kuroda Kanbei
- The Negotiator (2003) - Jefe de Ishida
- Fūrin Kazan (2007) - Taigen Sessai
- Detective Conan (2011)
- Tsumi to Batsu: A Falsified Romance (2012)
- Gunshi Kanbei (2014) - Sen no Rikyū
- Do S Deka (2015) - Tokuji Kondō[2]
- Kabukimono Keiji (2015)
- Shizumanu Taiyō (2016)
- Beppinsan (2016–17)
- Miotsukushi Ryōrichō (2017)
- Segodon (2018) - Tokugawa Nariaki

### Anime
- The Ultraman (1979-1980)
- Space Battleship Yamato (1973–1983) - Desler, Heikurō Tōdō
- Dokaben como Kojiro Inukai (1976–1979)
- Uchū Kūbo Blue Noah (1979–1980)

### Películas de anime
- Phoenix 2772 (1980) - Black Jack
- Tōi Umi kara Kita Coo (1993) - Tetsuo Obata
- Ni no Kuni (2019) - Rey Flandes

### Doblaje
- Shrek (2001) - Lord Farquaad
- Beatles Cartoon (1965) - John Lennon